# Síndrome de Rebeca
El síndrome de Rebeca se refiere a la aparición patológica de celos hacia una expareja de la pareja actual de quién lo sufre. Se considera que el sentimiento de celos adquiere dimensión patológica cuando este aparece sin fundamentos firmes (por ejemplo, hacía una expareja que ha muerto) y cuando adquiere tales dimensiones que afecta al comportamiento normal de la persona que lo sufre.

## Origen del nombre
Es llamado así en homenaje a la novela Rebeca, escrita por Daphne du Maurier. La novela narra la vida de la segunda pareja de un viudo que encuentra su vida atormentada por la idea de que jamás podrá competir con Rebeca, la anterior esposa de su marido, de la que todos dicen que era bellísima.
El éxito de la novela fue tal que fue adaptada al cine por Alfred Hitchcock y a la radio por Orson Welles. También ha servido de inspiración a otros autores como Susan Hill, autora de La Sra. de Winter, y Carmen Posadas, autora de El síndrome de Rebeca: guía para conjurar fantasmas.
- Datos: Q6137198